# Armen Haghnazarian

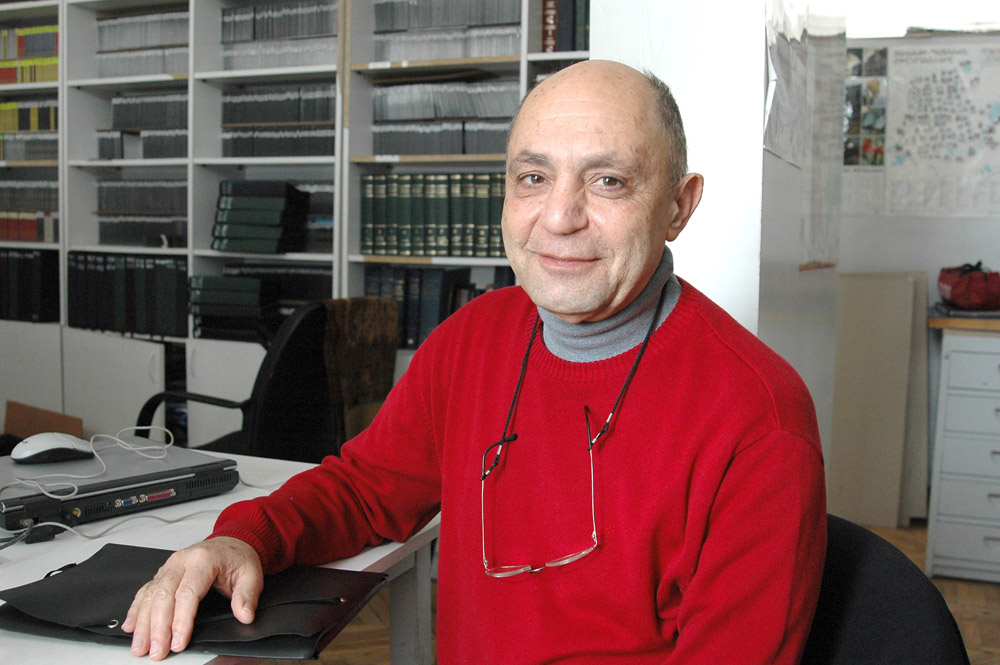
Armen Haghnazarian, Jerewan 2007

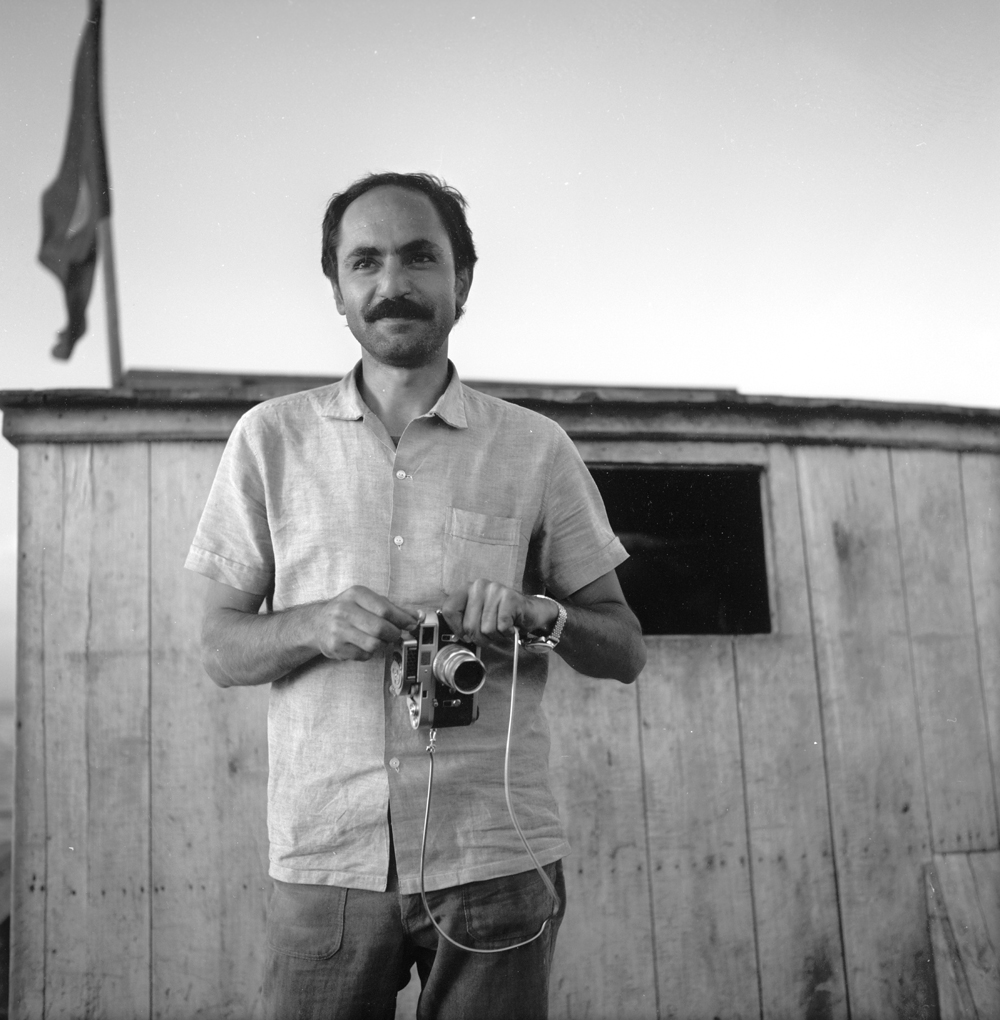
Armen Haghnazarian am Vansee, 1972

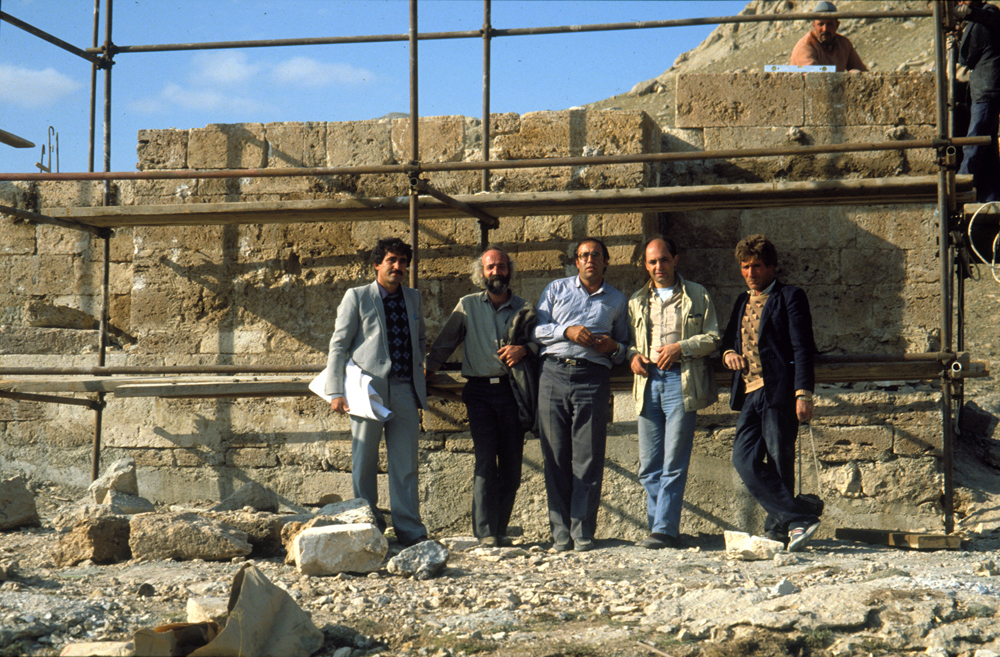
Armen Haghnazarian, Kapelle von Dsordsor, 1988, 2.von rechts

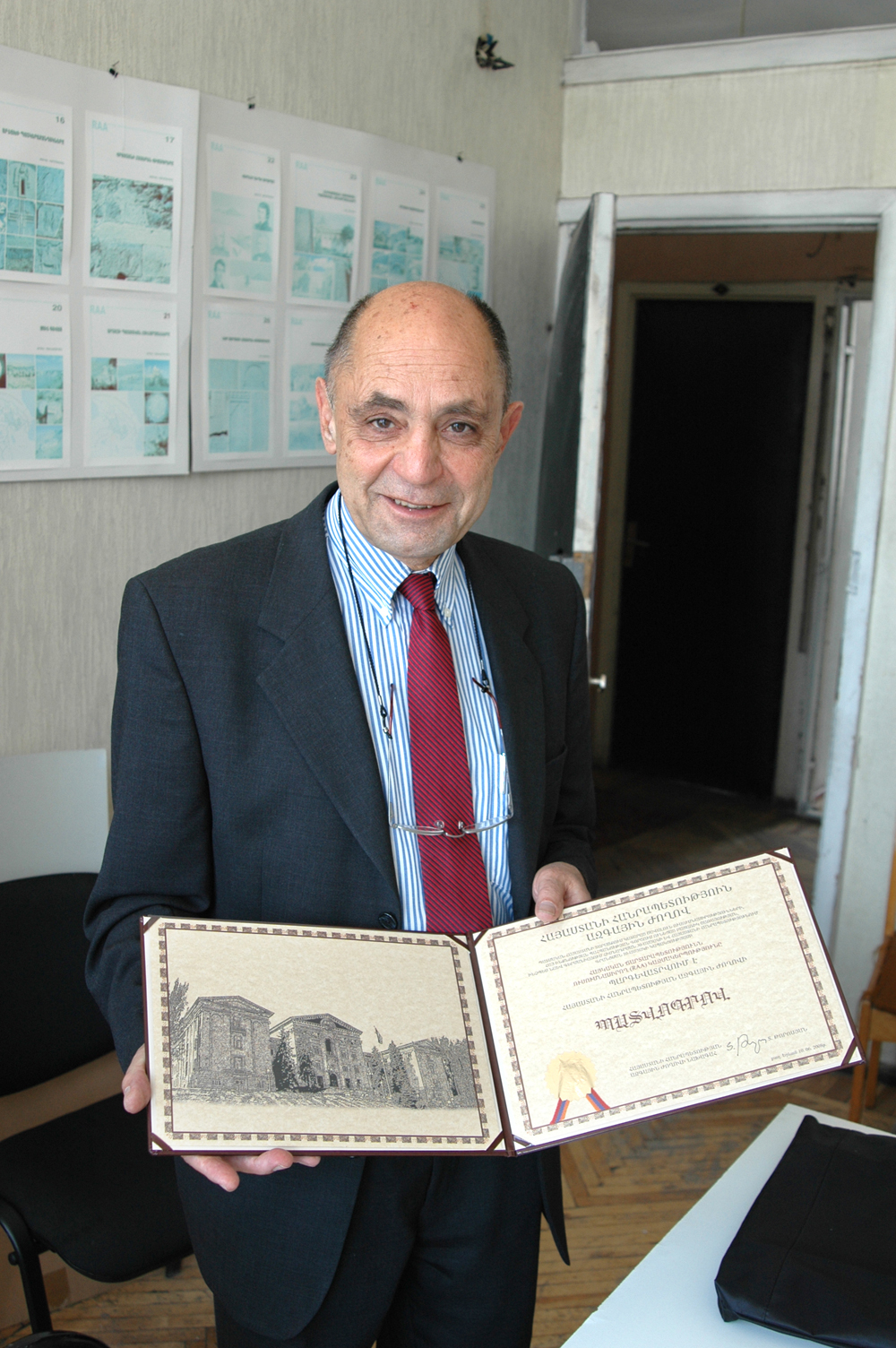
Armen Haghnazarian, Jerewan 2008

Armen Haghnazarian, auch Hakhnazarian (persisch آرمن حقنظریان, DMG Ārman Haqnaẓaryān; armenisch Արմեն Հախնազարյան, traditionell Արմէն Հախնազարեան; * 5. Mai 1941 in Teheran, Iran; † 19. Februar 2009 in Aachen, Deutschland) war ein armenisch-iranisch-deutscher Architekt und Hochschullehrer.

## Herkunftsfamilie
Armen Haghnazarians Vater Hovhannes Haghnazarian (1900–1979) wurde in Agulis (heute Əylis in Nachitschewan, Aserbaidschan; armenischer Name der Region: Goghtan) geboren. Als junger Mann entkam er am 25. Dezember 1919 mit Glück dem Weihnachtsmassaker der Aserbaidschaner an den Armeniern in Agulis und schloss sich der Armee Garegin Nschdehs an. Über Täbris gelangte er nach Prag, wo er an der Karls-Universität den Doktorgrad in Linguistik erlangte. Danach kam er nach Teheran, wo er an der armenischen Haykazian-Kushesh-Davtian-Schule unterrichtete. Armen Haghnazarians Mutter war Arusyak Haghnazarian, eine Klavierlehrerin am Staatlichen Konservatorium zu Teheran.

## Biografie
Armen Haghnazarian wurde 1941 in der iranischen Hauptstadt Teheran geboren und besuchte dort von 1948 bis 1959 die armenische Kuschesch-Davidian-Volksschule und das dortige Gymnasium. 1961 ging er in die Bundesrepublik Deutschland und studierte von 1961 bis 1972 Architektur an der Rheinisch-Westfälischen Technischen Hochschule (RWTH) in Aachen und legte 1967 daselbst seine Diplomprüfung ab. Zum Studium armenischer Baudenkmäler im Rahmen seiner Doktorarbeit unternahm er eine Reihe von Studienreisen nach Westarmenien (östliche Türkei) und in die iranische Provinz West-Aserbaidschan.
1968 nahm Haghnazarian Messungen am Kloster Sankt Thaddäus im iranischen West-Aserbaidschan vor. 1969 gehörte er zu den Mitbegründern des späteren Zentralrats der Armenier in Deutschland. 1972 wurde er an der RWTH Aachen mit einer Dissertation zum architekturwissenschaftlichen Thema Das armenische Thaddäuskloster in der Provinz Westaserbaijan in Iran zum Dr. ing. promoviert. 1973 errang er an derselben Hochschule einen weiteren Doktortitel, diesmal in Stadtplanung.
In den 1970er Jahren unternahm Haghnazarian sechs Forschungsreisen in die Türkei, die jeweils knapp zwei Monate dauerten. Danach wurde er von den Behörden zur Persona non grata erklärt und konnte seinen Forschungen nicht mehr nachgehen. Mitarbeiter der FHTW reisten allerdings in Zusammenarbeit mit ihm weiterhin in die Türkei, um Studien über Westarmenien, Kleinarmenien und Kilikien durchführen zu können.
1973 heiratete Haghnazarian die deutsche Architektin Margrit Bünemann (dann Haghnazarian-Bünemann), mit der er zwei Töchter hatte: Talin und Shahriz. 1974 gründete er in Teheran das Architekturunternehmen Monit. 1982 gründete er in Aachen die Nichtregierungsorganisation Organisation zum Studium der armenischen Architektur (Research on Armenian Architecture; RAA), die 1996 in den Vereinigten Staaten und 1998 in Armenien registriert wurde. Von 1983 bis zu seiner Emeritierung lehrte Haghnazarian am Fachbereich Stadtplanung der RWTH Aachen. Haghnazarian starb am 19. Februar 2009 nach langer Krankheit in Aachen.

## Erneuerung von Kirchen
Haghnazarian leitete die Erneuerung folgender Kirchen in Iran, Armenien, Arzach und Syrien oder nahm an ihnen teil:
- Kirche in Vanak, Teheran, Iran
- Armenische Kirche St. Georg (Teheran), Iran
- Kloster Sankt Stephanos (15 km westlich von Dscholfa), Ost-Aserbaidschan, Iran
- Kloster Sankt Thaddäus in (20 km südlich von Maku), West-Aserbaidschan, Iran
- Kapelle von Dsordsor bei Barun (Landkreis Maku), Iran
- Kirche Surb Astvatzatzin (Heilige Muttergottes), Karintak (Daschalty) bei Schuschi, Republik Arzach (2020 von Aserbaidschan erobert, Zustand unbekannt)
- Kloster Dadiwank, Schahumjan (Provinz), Republik Arzach (2020 von Aserbaidschan besetzt, Kəlbəcər (Rayon), russische Friedenstruppen anwesend)
- St.-Minas-Kirche von Tatev, Sjunik, Armenien
- Kirche von Davit Bek, Sjunik, Armenien
- Saghmosawank Monastery, Aragazotn Region, Armenien
- Sankt-Sargis-Kloster von Uschi in Uschi, Aragazotn, Armenien
- St.-Stepanos-Kirche von Garaturan (as-Samra, arabisch السمرة), Distrikt Kessab, Syrien (2014 von Islamisten zerstört)
- Einige historische Gebäude in Kessab, Syrien (2014 von Islamisten zerstört)

## Veröffentlichungen
- Das armenische Thaddäuskloster in der Provinz Westaserbaijan in Iran. RWTH Aachen (Doktorarbeit), Aachen 1973.
- Die kirchliche Baukunst in Armenien. In: Friedrich Heyer (Hrsg., Übers.): Die Kirchen der Welt, Band XVIII. Die Kirche Armeniens: Eine Volkskirche zwischen Ost und West. Evangelisches Verlagswerk Stuttgart, Stuttgart 1978. Kapitel 5, S. 117–138.
- 1983 to 1989 - 7 volumes of microfilms on Armenian Architecture
- Ակնարկ Հայկական ճարտարապետութեան (A Review of Armenian Architecture), 1988
- Nor Djulfa. Documents of Armenian Architecture, No. 21. OEMME, Venezia 1992. ISBN 9788885822566